# Iago (género)
Iago es un género de elasmobranquios Carcharhiniformes de la familia Triakidae . 

## Especies
Incluye un total de 2 especies descritas:
- Iago garricki Fourmanoir & Rivaton, 1979 (cazón narigudo)[3]
- Iago omanensis (Norman, 1939) (cazón de anteojos)[4]